# Gargoyle's Quest II
Gargoyle's Quest II, conocido en Japón como Reddo Arīmā Tsu (レッドアリーマーII?  traducible como "Red Arremer II) es un videojuego de NES lanzado por Capcom en octubre de 1992. Es una secuela y es el segundo juego de la serie Gargoyle's Quest.
- Datos: Q3098364